# Stai lontana da me (film)
Stai lontana da me è un film del 2013 diretto da Alessio Maria Federici, con protagonisti Enrico Brignano e Ambra Angiolini.
Il film è un remake del film francese del 2010 Per sfortuna che ci sei (La Chance de ma vie) diretto da Nicolas Cuche.

## Trama
Jacopo Leone è uno dei migliori consulenti di coppia in circolazione, che riesce a risolvere i problemi di coppie in crisi con estrema disinvoltura. Peccato però che la sua vita sentimentale sia un disastro. Fin da bambino porta sfortuna a tutte le donne che si sono fidanzate con lui, che rimangono coinvolte in bizzarri e tragicomici incidenti per colpa di una sua vecchia compagna di scuola, Simona, che lo ha maledetto per averla tradita davanti ai suoi occhi. Ormai adulto cerca in tutti i modi di non avvicinarsi ad una donna e di rimanere single.
Un giorno incontra Sara, affascinante architetto di cui si innamora all'istante. Lei lo ricambia, ma dovrà resistere a tutte le disavventure e sfortune che la colpiscono. Inizialmente rimane con Jacopo ma quando lei scambia un cd con la presentazione di una Chiesa da mostrare al papato con un porno di Jacopo che lui dava alle coppie, lo lascia. Quindi Jacopo va a consolarsi dai genitori in campagna dove scopre che loro, ai quali aveva fatto la prima consulenza in un momento difficile, in verità sono separati da anni e avevano finto per far piacere al figlio.
Jacopo quindi, capendo che tutta la sua vita ruotava attorno a una bugia, decide di trasferirsi in un'isola greca con solo 7 abitanti, tutti maschi e anziani. 285 giorni dopo, mentre pesca, incontra un bambino danese, e dopo averlo accompagnato dalla madre scopre che questa non è altro che Simona, di cui non aveva più saputo nulla e che incredula gli toglie la maledizione. Simona gli spiega che forse i suoi fallimenti amorosi dipendono anche dal fatto che lui non sappia lasciarsi andare. Così, Jacopo ascolta i messaggi della sua segreteria, scoprendo che Sara aveva cambiato idea e voleva stare con lui nonostante tutto. Parte subito per l'Italia e mentre va a casa di Sara un'anziana vicina gli dice che la ragazza che cerca si sta sposando ma quando va alla chiesa scopre che non è Sara bensì la sua amica Sofia, vicina di pianerottolo. Così Jacopo e Sara si rimettono insieme, si sposano e hanno una figlia.

## Produzione
Il film è stato prodotto da Cattleya e RAI Cinema. La post-produzione è stata effettuata da Reset VFX S.r.l..

## Distribuzione
Il film è stato distribuito nelle sale cinematografiche italiane il 14 novembre 2013 da 01 Distribution.